# Alfa Romeo 184T
Alfa Romeo 184T je dirkalnik Formule 1 Alfe Romeo, ki je bil v uporabi v sezoni 1984, ko sta z njim dirkala Riccardo Patrese in Eddie Cheever. Njegova izboljšana verzija 184TB je bila uporabljena v drugi polovici sezone 1985. Patrese je dosegel najboljšo uvrstitev s tretjim mestom na domači dirki za Veliko nagrado Italije v sezoni 1984. Nadaljevala se je stara pomanjkljivost dirkalnikov Alfe Romeo, saj je dirkalnik v 49-ih nastopih na dirkah kar 34-krat odstopil, večinoma zaradi odpovedi motorja ali, ker je zmanjkalo goriva. 

## Popolni rezultati Formule 1
(legenda) 
| Leto | Moštvo                   | Šasija | Motor          | Gume | Dirkači          | 1   | 2   | 3   | 4   | 5   | 6    | 7   | 8    | 9   | 10  | 11  | 12  | 13  | 14  | 15  | 16  | Toč | Prv |
| ---- | ------------------------ | ------ | -------------- | ---- | ---------------- | --- | --- | --- | --- | --- | ---- | --- | ---- | --- | --- | --- | --- | --- | --- | --- | --- | --- | --- |
| 1984 | Benetton Team Alfa Romeo | 184T   | Alfa Romeo V8T | G    |                  | BRA | JAR | BEL | SMR | FRA | MON  | KAN | VZDA | ZDA | VB  | NEM | AVT | NIZ | ITA | EU  | POR | 11  | 8.  |
| 1984 | Benetton Team Alfa Romeo | 184T   | Alfa Romeo V8T | G    | Riccardo Patrese | Ret | 4   | Ret | Ret | Ret | Ret  | Ret | Ret  | Ret | 12  | Ret | 10  | Ret | 3   | 6   | 8   | 11  | 8.  |
| 1984 | Benetton Team Alfa Romeo | 184T   | Alfa Romeo V8T | G    | Eddie Cheever    | 4   | Ret | Ret | 7   | Ret | DNQ  | 11  | Ret  | Ret | Ret | Ret | Ret | 13  | 9   | Ret | 17  | 11  | 8.  |
| 1985 | Benetton Team Alfa Romeo | 184TB  | Alfa Romeo V8T | G    |                  | BRA | POR | SMR | MON | KAN | VZDA | FRA | VB   | NEM | AVT | NIZ | ITA | BEL | EU  | JAR | AVS | 0   | 12. |
| 1985 | Benetton Team Alfa Romeo | 184TB  | Alfa Romeo V8T | G    | Riccardo Patrese |     |     |     |     |     |      |     |      | Ret | Ret | Ret | Ret | Ret | 9   | Ret | Ret | 0   | 12. |
| 1985 | Benetton Team Alfa Romeo | 184TB  | Alfa Romeo V8T | G    | Eddie Cheever    |     |     |     |     |     |      |     | Ret  | Ret | Ret | Ret | Ret | Ret | 11  | Ret | Ret | 0   | 12. |